# 샤리아

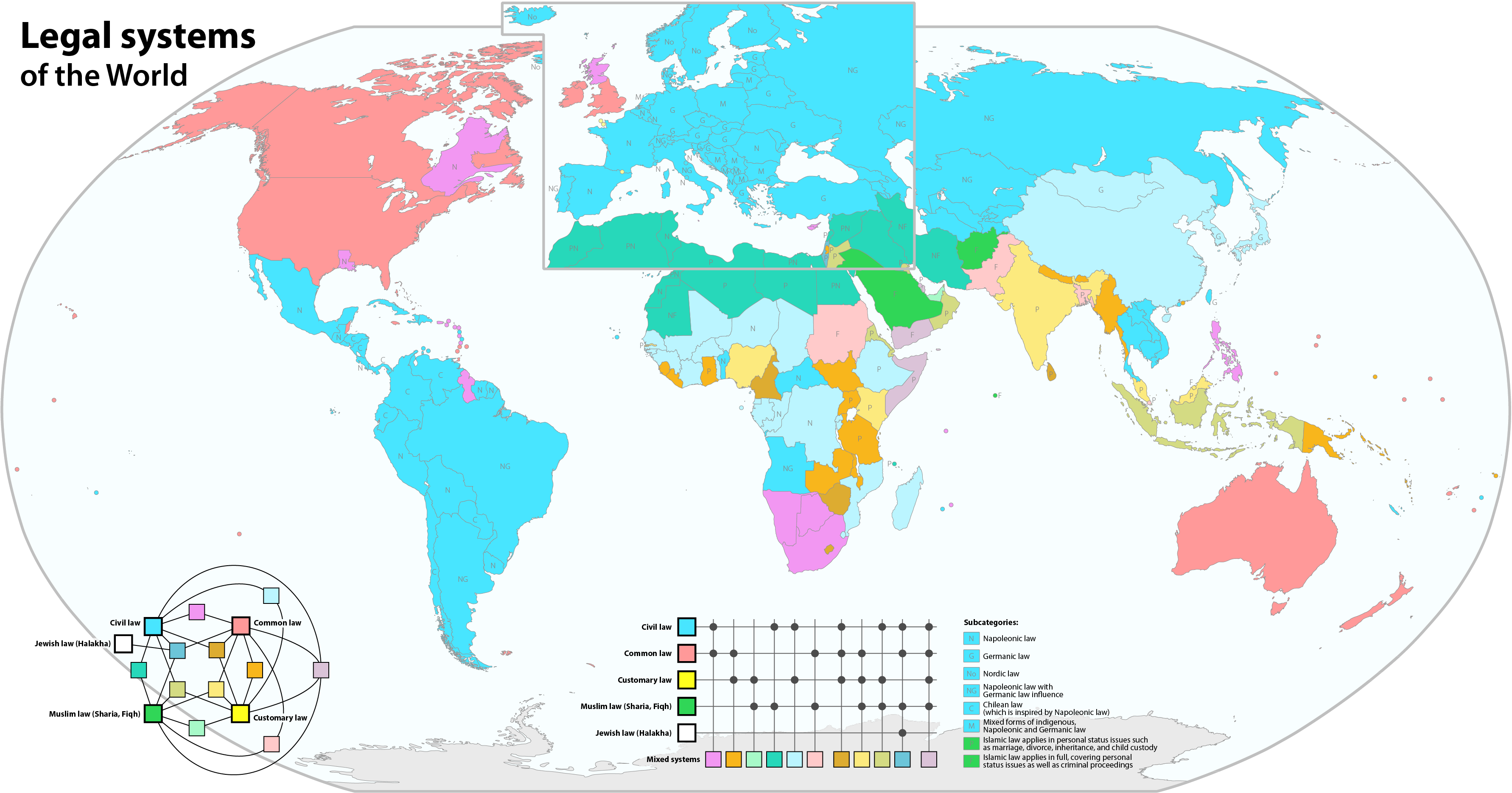
세계의 법체계. 샤리아는 여전히 이슬람 세계의 많은 국가에서 주요한 법의 연원 중 하나이다.

샤리아(아랍어: شَرِيعَة sharīʿah[*])는 이슬람교의 율법이며 규범 체계(規範體系)이다. 샤리아는 꾸란과 하디스에 나오는 원칙들과 원리들이며 그 후 판례들과 율법으로 편찬되어 샤리아가 되었다.
샤리아는 이슬람의 기본법으로 이슬람 공동체의 헌법이며 신적인 뜻을 삶의 모든 정황에 적용한 것이다. 신이 정해준 계시법(啓示法)으로서 종교적 의무, 개인과 사회생활, 상업, 형벌에 이르기까지 모든 것을 규정하고 있다. 이 율법 관념에서는 세속적인 법 영역과 종교적인 의무 관념이 불가분의 관계에 있고 사회규범은 무엇보다도 종교적 의무관념 그 자체이다.
모든 행위는 다음과 같은 5분법(五分法)의 기준에 의하여 분류된다.
1. 의무적인 행위
2. 권장되는 행위
3. 시비를 문책하지 않는 행위
4. 비판을 받지만 금지할 수 없는 행위
5. 금지된 행위

이슬람 법의 근원은 꾸란과 하디스이며 이를 종합한 것은 이즈마이고, 계시의 본문과 해석의 적용은 이즈마에 따르며 이즈마가 판단 기준이 된다. 이와 같이 이슬람 법 체계가 학문적으로 확립된 것은 이슬람력 3세기였으며, 이후 법 체계로서 새로운 원칙의 도입은 없었다. 이 이슬람법의 법관(法官)은 '카디'라고 하며 점차 세속적 권력 아래 놓이게 되어서 결국 세속적 권력의지에 밀착되어 간다. 세속적 권력을 위한 세속법은 일반적으로 발달하지 못하고 있었으나 후대에 와서 '카눈'이라고 하는 일정한 법 영역(法領域)을 갖게 되었다. 또한 세속적 권력은 '마라림 법정(法廷)'을 가지고 자기의 재판 기구로 삼는다.
샤리아에 종속되는 법 체계로는 지방적 관습법인 '아다' 내지 '우르프'가 있어 왔다. 이 샤리아에 관한 학문이 법학(피크)이라고 일컬어지고 법학자 '파키'가 샤리아의 전문 해석자였다. '파키'라는 말은 라틴어 'jurisprudens'의 역어로 추정된다. 법관인 '카디'는 '파키'의 자격을 갖춘 자를 말한다.
오늘날 이슬람 세계에 속하는 많은 국가들에서 유럽식 체제와 함께 법률의 근원이 되고 있다. 현대의 이슬람법은 신분법에 주로 많이 남아 있으며 특히 민법전(民法典)에 강력하게 반영되어 있음을 볼 수 있다.
고전적인 샤리아 관행 중 일부는 현대적 관점에서 인권에 대한 심각한 침해를 포함한다고 여겨진다. 그들 중 일부는 전쟁 범죄 또는 인도에 반하는 범죄로 간주될 수 있는데, 예를 들면 샤리아의 해석에 따르면 종교 전쟁에서 민간인을 노예, 첩 등 전리품으로서 사용하는 것이 지하드 용사들의 자연스러운 권리로 간주되었다.

## 《리사라》
다음은 가장 일반화된 법학서의 하나인, 마리키 법학파의 이븐 아비 사이드가 편찬한 <리사라>(Al-Risalah, 要綱)의 목차이다(전 45장).
- 제1장 신학적 문제,
- 제2장~24장 종교적 의무,
- 제25장~27장 희사(喜捨),
- 제28장 순례,
- 제29장 제물·수렵·할례·금지된 음식,
- 제30장 지하드,
- 제31장 서약,
- 제32장∼33장 혼인·이혼·별거수당,
- 제34장 매매계약,
- 제35장 유산·담보·차금(借金)·불법취득,
- 제37장 살상·형벌,
- 제38장 증인,
- 제39장 상속법,
- 제40장 각종 종교적 의무,
- 제41장 할례·삭발·의복,
- 제42장 음식,
- 제43장 사회적 규칙·코란 독송(讀誦),
- 제44장 의술·주부(呪符)·노예에 대한 관용,
- 제45장 꿈·노름 등.

## 같이 보기
- 이슬람 공화국
- 할라카

## 참고 자료
- 이 문서에는 다음커뮤니케이션(현 카카오)에서 GFDL 또는 CC-SA 라이선스로 배포한 글로벌 세계대백과사전의 내용을 기초로 작성된 글이 포함되어 있습니다.